# 16-та армія (Третій Рейх)
16-та а́рмія (нім. 16. Armee) — польова армія Вермахту часів Другої світової війни. У ході німецько-радянської війни діяла на північному напрямку головних сил Вермахту та брала участь у блокаді Ленінграду. Капітулювала в травні 1945 у Курляндському котлі.

## Історія
16-та польова армія (нім. 18. Armee) сформована 22 жовтня 1939 року зі штабу 3-ї польової армії (нім. 3. Armee) після закінчення кампанії в Польщі. До 9 травня 1940 року армія виконувала оборонні функції на західному кордоні.
10 травня 1940 року у складі групи армій «А» (нім. Heeresgruppe A) 16-та армія брала участь в наступі німецьких військ в Люксембурзі, Південній Бельгії і боях на лінії Мажино. Після закінчення боїв до середини квітня 1941 року частини армії здійснювали функцію окупаційних військ в Бельгії і Нідерландах.
З 18 квітня 1941 року почалося перекидання з'єднань армії до Східної Пруссії.
22 червня 1941 року з'єднання армії вступили на територію СРСР. Наступаючи через Литву і Латвію, на початку липня 1941 року вони вийшли до Великих Лук, озера Ільмень, Старої Русси і річки Ловать. Знаходячись на правому фланзі групи армій «Північ», частини 16-ї армії здійснювали підтримку 18-ї армії, що наступала на Ленінград, ведучи бої в районі Новгорода, річки Луги і на південь від Ладозького озера.
У 1942 році — початку 1944 роки з'єднання армії вели бої в районі Валдайської височини, Тихвіна, річки Волхов, озера Ільмень, Дем'янська, Старої Русси, Невеля.
З початком широкомасштабного наступу Червоної армії на Північно-західному напрямі 16-та армія вимушена була відступати до Прибалтики. Тут вона зазнала чергової поразки в ході літнього наступу 1944 й була блокована на території Курляндського півострова, де й капітулювала 9 травня 1945.

## Нагороджені армії
Нагороджені армії
|  | Кавалери Золотого Німецького Хреста                           | 6                                    |
|  | Кавалери Срібного Німецького Хреста                           | 8                                    |
|  | Кавалери Лицарського хреста Залізного хреста                  | 1 (Генерал від інфантерії Ернст Буш) |
|  | Кавалери Лицарського хреста Залізного хреста з Дубовим листям | 1 (генерал-фельдмаршал Ернст Буш)    |
|  | Кавалери ордену Хрест Свободи із зіркою та мечами (Фінляндія) | 1 (генерал-фельдмаршал Ернст Буш)    |
|  | Кавалери ордену Хрест Свободи з мечами (Фінляндія)            | 1                                    |

Нагороджені (військові формування, що безпосередньо підпорядковувалися командуванню армії)
|  | Кавалери Нагрудного знаку ближнього бою в золоті | 1 |
|  | Кавалери Золотого Німецького Хреста              | 6 |

- Нагороджені Сертифікатом Пошани Головнокомандувача Сухопутних військ (1)

## Командування

### Командувачі
- Генерал від інфантерії, з 19 липня 1940 генерал-полковник, з 1 лютого 1943 генерал-фельдмаршал Ернст Буш (нім. Ernst Busch) (22 жовтня 1939 — 12 жовтня 1943);
- генерал артилерії Кристіан Гансен (нім. Christian Hansen) (12 жовтня 1943— 1 липня 1944);
- Генерал від інфантерії Пауль Лаукс (нім. Paul Laux) (3 липня — 30 серпня 1944), поранений[2];
- генерал-полковник Карл Гільперт (нім. Carl Hilpert)) (3 вересня 1944 — 10 березня 1945);
- Генерал від інфантерії Ернст-Антон фон Крозіг (нім. Ernst-Anton von Krosigk) (10 — 16 березня 1945), загинув[3];
- генерал гірсько-піхотних військ Фрідріх-Йобст Фолькамер фон Кірхензіттенбах (нім. Friedrich-Jobst Volckmar von Kirchensittenbach) (16 березня — 8 травня 1945).

### Начальники штабу
- генерал-лейтенант Вальтер Модель (нім. Walther Model) (25 жовтня 1939 — 13 листопада 1940);
- полковник Рольф Вутманн (нім. Rolf Wuthmann) (13 листопада 1940 — 16 січня 1942);
- генерал-майор Ганс Бек-Беренс (нім. Hans Boeckh-Behrens) (16 січня 1942 — 1 липня 1943);
- генерал-майор Пауль Райнольд Геррманн (нім. Paul Reinhold Herrmann) (1 липня 1943 — 30 жовтня 1944);
- генерал-майор Курт-Ульріх фон Герсдорфф (нім. Curt-Ulrich von Gersdorff) (30 жовтня 1944 — 9 травня 1945)

## Підпорядкованість
- Група армій «A» (нім. Heeresgruppe А) (22 жовтня 1939 — 18 червня 1940);
- Група армій «C» (нім. Heeresgruppe C) (18 червня — 13 липня 1940);
- Група армій «A» (13 липня 1940 — 28 квітня 1941);
- Група армій «C» (28 квітня — 22 червня 1941);
- Група армій «Північ» (нім. Heeresgruppe Nord) (22 червня 1941 — 25 січня 1945);
- Група армій «Курляндія» (нім. Heeresgruppe Kurland) (25 січня — 9 травня 1945).

## Бойовий шлях 16-ї армії
|                            |                                       | |                  |                  |            |  |
| №                          | Стратегічна операція                  | Оперативні та тактичні завдання                                                                          | Початок          | Кінець           | Тривалість |  |
| Західний театр воєнних дій |                                       | |                  |                  |            |  |
| 1                          | Прикриття західних кордонів           | Оборона бельгійсько-німецького та люксембурзько-німецького кордонів                                      | 22 жовтня 1939   | 9 травня 1940    | 201        |  |
| 2                          | Французька кампанія                   | Вторгнення через Люксембург та південну Бельгію в напрямку на лінію Мажино                               | 10 травня 1940   | 14 травня 1940   | 5          |  |
|                            |                                       | Прорив «лінії Мажино» та вихід на оперативний простір у Седану між Арденнським каналом та річкою Ш'єр та | 15 травня 1940   | 28 травня 1940   | 15         |  |
|                            |                                       | Бої за «лінію Мажино»                                                                                    | 10 травня 1940   | 25 червня 1940   | 46         |  |
|                            |                                       | Прорив у напрямку Вердена                                                                                | 9 червня 1940    | 13 червня 1940   | 5          |  |
|                            |                                       | Оточення французьких військ у Вердена                                                                    | 14 червня 1940   | 15 червня 1940   | 2          |  |
|                            |                                       | Битва за Туль                                                                                            | 16 червня 1940   | 25 червня 1940   | 10         |  |
|                            |                                       | Рейд на Мец та Д'єденхофен                                                                               | 17 червня 1940   | 25 червня 1940   | 9          |  |
| 3                          | Окупація Франції                      | Окупація Франції між Аргоннським лісом та Мозелем                                                        | 26 червня 1940   | 7 липня 1940     | 7          |  |
| 4                          | Окупація Бельгії Окупація Нідерландів | Окупація захопленої території Бельгії та Нідерландів (охорона морського узбережжя)                       | 3 липня 1940     | 17 квітня 1941   | 289        |  |
|                            |                                       | Передислокація та зосередження армії в Східній Пруссії                                                   | 18 квітня 1941   | 21 червня 1941   | 65         |  |
| Східний фронт              |                                       | |                  |                  |            |  |
| 5                          | Операція «Барбаросса»                 | Прикордонні битви (1941)                                                                                 | 22 червня 1941   | 29 червня 1941   | 8          |  |
|                            |                                       | Бої в прикордонній смузі                                                                                 | 22 червня 1941   | 25 червня 1941   | 4          |  |
|                            |                                       | Бойові дії в Литві. Захоплення Каунасу                                                                   | 22 червня 1941   | 26 червня 1941   | 5          |  |
|                            |                                       | Захоплення Лієпаї                                                                                        | 24 червня 1941   | 29 червня 1941   | 6          |  |
|                            |                                       | Наступ до Даугави та її форсування                                                                       | 27 червня 1941   | 12 липня 1941    | 16         |  |
|                            |                                       | Бойові дії у Східній Литві та Латвії                                                                     | 27 червня 1941   | 7 липня 1941     | 11         |  |
|                            |                                       | Захоплення Риги та бої між Двіною й Великими Луками                                                      | 29 червня 1941   | 12 липня 1941    | 14         |  |
|                            |                                       | Вихід на старі радянські кордони. Бойові дії південніше озера Ільмень                                    | 8 липня 1941     | 23 вересня 1941  | 78         |  |
|                            |                                       | Прорив оборонних рубежів на старому кордоні. Бої біля Ільменя                                            | 8 липня 1941     | 9 серпня 1941    | 33         |  |
|                            |                                       | Бої за Стару Руссу                                                                                       | 10 серпня 1941   | 24 серпня 1941   | 13         |  |
|                            |                                       | Бойові дії біля річок Ловать та Полість                                                                  | 25 серпня 1941   | 23 вересня 1941  | 30         |  |
| 6                          | Оборона Ленінграда                    | I-й етап Ленінградської оборонної операції                                                               | 13 серпня 1941   | 25 вересня 1941  | 75         |  |
|                            |                                       | Битва за Новгород                                                                                        | 10 серпня 1941   | 24 серпня 1941   | 15         |  |
|                            |                                       | Прорив Лузьких оборонних позицій                                                                         | 18 серпня 1941   | 28 серпня 1941   | 11         |  |
|                            |                                       | Прорив до Неви та Ладозького озера                                                                       | 25 серпня 1941   | 25 вересня 1941  | 32         |  |
| 7                          | Блокада Ленінграда                    | Оборонні бої на підступах до Ленінграду                                                                  | 26 серпня 1941   | 30 червня 1942   | 278        |  |
| 8                          | Тихвінська операція                   | Бойові дії біля озер Ільмень та Ладога                                                                   | 26 вересня 1941  | 15 жовтня 1941   | 20         |  |
|                            |                                       | Бої на Валдаї                                                                                            | 26 вересня 1941  | 7 січня 1942     | 104        |  |
|                            |                                       | Прорив на Волхов та Тихвін                                                                               | 16 жовтня 1941   | 7 грудня 1941    | 53         |  |
|                            |                                       | Оборонні дії на річці Волхов                                                                             | 8 грудня 1941    | 27 грудня 1941   | 18         |  |
|                            |                                       | Ар'єргардні бої біля річки Волхов                                                                        | 8 грудня 1941    | 27 грудня 1941   | 20         |  |
|                            |                                       | Оборонні бойові дії біля Волхова. Відхід на позиції південніше Ладоги                                    | 8 грудня 1941    | 27 грудня 1941   | 20         |  |
|                            |                                       | Вуличні бої за Волхов.                                                                                   | 25 грудня 1941   | 27 грудня 1941   | 3          |  |
| 9                          | Дем'янська операція                   | Бої між озерами Ільмень та Ладога                                                                        | 8 січня 1942     | 30 червня 1942   | 174        |  |
|                            |                                       | Оборона в районі Осташків-Холм-Стара Русса                                                               | 8 січня 1942     | 8 лютого 1942    | 32         |  |
|                            |                                       | Бої в Дем'янському котлі                                                                                 | 8 лютого 1942    | 30 червня 1942   | 143        |  |
|                            |                                       | Бойові дії біля Старої Русси                                                                             | 9 лютого 1942    | 30 червня 1942   | 142        |  |
|                            |                                       | Облога та вивільнення Холма                                                                              | 21 січня 1942    | 5 травня 1942    | 105        |  |
|                            |                                       | Оборона Холм                                                                                             | 6 травня 1942    | 30 червня 1942   | 57         |  |
|                            |                                       | Підтримка оточених військ у Дем'янському котлі                                                           | 21 березня 1942  | 9 червня 1942    | 81         |  |
| 10                         | Блокада Ленінграда                    | Позиційна оборона на північному напрямку                                                                 | 1 липня 1942     | 13 січня 1944    | 562        |  |
|                            |                                       | Бої за утримання «коридору» з оточеними військами у Дем'янському котлі                                   | 17 липня 1942    | 6 листопада 1942 | 113        |  |
|                            |                                       | Бої біля Ловаті та Роб'я                                                                                 | 27 вересня 1942  | 9 жовтня 1942    | 13         |  |
|                            |                                       | Бої за утримання Дем'янського котла                                                                      | 7 листопада 1942 | 16 лютого 1943   | 102        |  |
|                            |                                       | Бойові дії біля Новгороду                                                                                | 15 березня 1943  | 26 березня 1943  | 12         |  |
|                            |                                       | Бої біля Старої Русси                                                                                    | 23 лютого 1943   | 19 березня 1943  | 25         |  |
|                            |                                       | Бої біля Старої Русси                                                                                    | 18 серпня 1943   | 22 серпня 1943   | 5          |  |
|                            |                                       | Невельська операція                                                                                      | 6 жовтня 1943    | 5 січня 1944     | 92         |  |
| 11                         | Ленінградсько-Новгородська операція   | Стратегічний наступ радянських військ з метою деблокади Ленінграду                                       | 14 січня 1944    | 23 квітня 1944   | 101        |  |

Участь 16-ї армії у Французькій кампанії. 1940

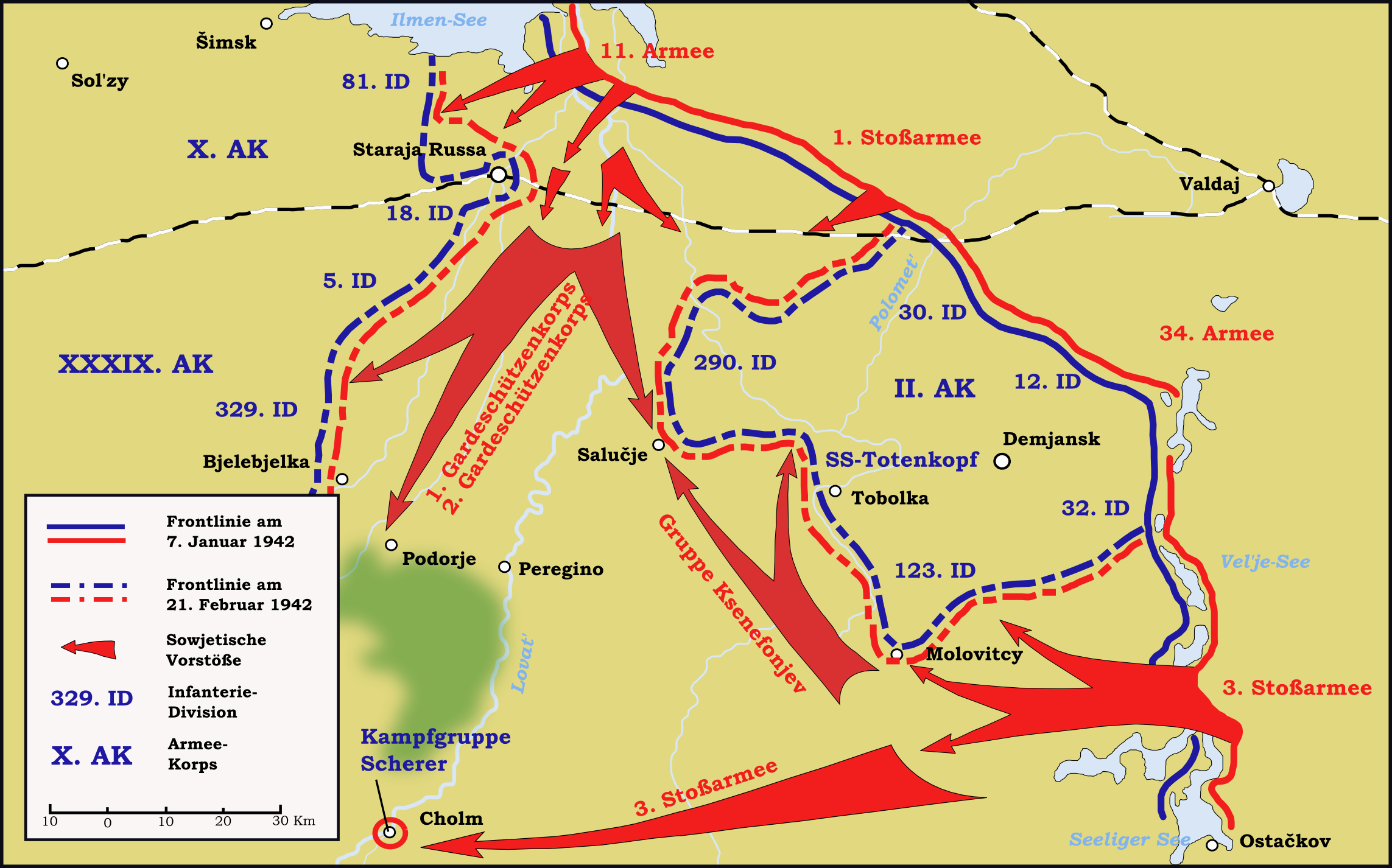
Карта Дем'янської операції

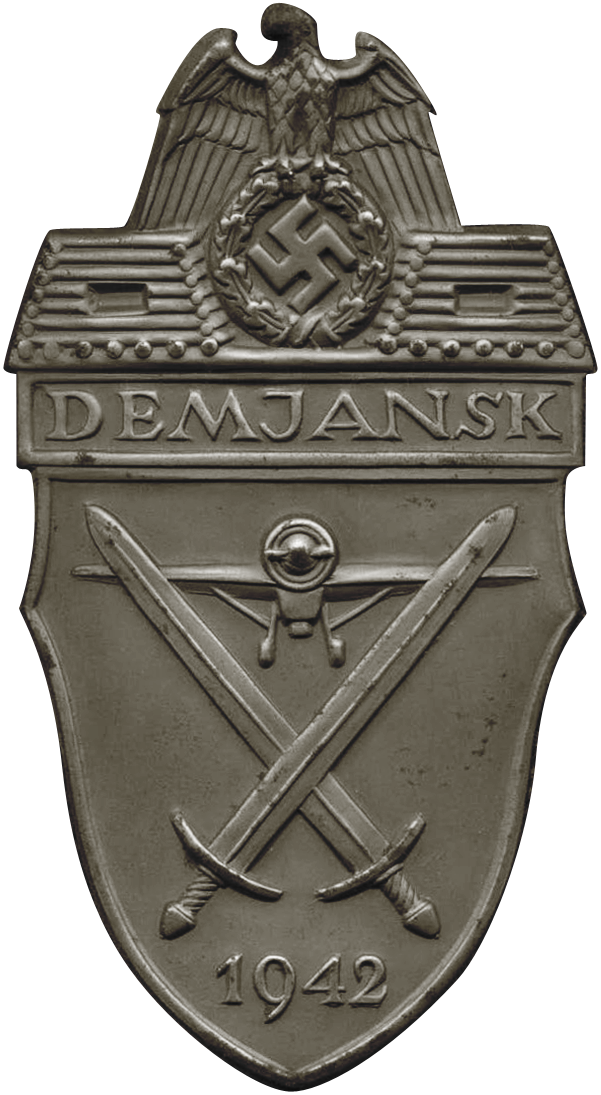
Дем'янський щит. Почесна відзнака

|                            |                                       | Оборонні бої біля Невеля                                                                                 | 14 січня 1944    | 15 лютого 1944   | 33         |  |
|                            |                                       | Відхід з рубежів біля Ловаті на лінію Пустошка-Остров                                                    | 18 лютого 1944   | 28 лютого 1944   | 11         |  |
|                            |                                       | Позиційні бої біля Пустошка                                                                              | 28 лютого 1944   | 17 березня 1944  | 19         |  |
|                            |                                       | Перша битва біля Пскова                                                                                  | 4 березня 1944   | 12 березня 1944  | 9          |  |
|                            |                                       | Друга битва біля Пскова                                                                                  | 31 березня 1944  | 17 квітня 1944   | 18         |  |
|                            |                                       | Оборонні бої біля Опочки                                                                                 | 26 березня 1944  | 11 квітня 1944   | 16         |  |
|                            |                                       | Позиційні бої вздовж лінії фронту                                                                        | 24 квітня 1944   | 12 липня 1944    | 80         |  |
| 12                         | Прибалтійська операція (1944)         | Стратегічний наступ радянських військ в Прибалтиці                                                       | 13 липня 1944    | 4 жовтня 1944    | 84         |  |
|                            |                                       | Оборонні бої за Ригу                                                                                     | 5 жовтня 1944    | 26 жовтня 1944   | 22         |  |
| 13                         | Курляндський котел                    | Стратегічна оборона курляндського угруповання в Прибалтиці                                               | 10 жовтня 1944   | 15 травня 1945   | 218        |  |
|                            |                                       | 6 битв оточеного угруповання                                                                             | 27 жовтня 1944   | 30 березня 1945  | 155        |  |
|                            |                                       | Позиційні бої оточеного угруповання. Капітуляція 16-ї армії                                              | 1 квітня 1945    | 10 травня 1945   | 40         |  |

## Бойовий склад 16-ї армії
Формування управління, забезпечення та підтримки
- 584-та комендатура тилу (Korück 584);
- 501-й армійський полк зв'язку (Armee-Nachrichten-Regiment 501);
- 309-те головне артилерійське командування (Höheres Arko 309);
- 560-те армійське управління постачання (Armee-Nachschubführer 560).

- 7-й армійський корпус (VII. Armee-Korps);
- 13-й армійський корпус (XIII. Armee-Korps);
- 23-й армійський корпус (XXIII. Armee-Korps);
- 14-й моторизований корпус (XIV. Armee-Korps (mot.);
- 19-й моторизований корпус (XIX. Armee-Korps (mot.);
- 37-ме командування особливого призначення (Höheres Kommando z.b.V. XXXVII);
- 1-ша танкова дивізія Лейбштандарте-СС «Адольф Гітлер» (Leibstandarte-SS Adolf Hitler);
- 7-ма танкова дивізія (7. Panzer-Division);
- 10-та танкова дивізія (10. Panzer-Division);
- 2-га гірсько-піхотна дивізія (2. Gebirgs-Division);
- 3-тя гірсько-піхотна дивізія (3. Gebirgs-Division);
- 9-та піхотна дивізія (9. Infanterie-Division);
- 15-та піхотна дивізія (15. Infanterie-Division);
- моторизований полк «Гроссдойчланд» (Infanterie-Regiment (mot.) "Großdeutschland").

- 7-й армійський корпус;
- 13-й армійський корпус;
- 23-й армійський корпус;
- 36-те головне корпусне командування спеціального призначення (Höheres Kommando z.b.V. XXXVI);
- 6-та піхотна дивізія (6. Infanterie-Division);
- 15-та піхотна дивізія;
- 26-та піхотна дивізія (26. Infanterie-Division);
- 33-тя піхотна дивізія (33. Infanterie-Division);
- 52-га піхотна дивізія (52. Infanterie-Division);
- 71-ша піхотна дивізія (71. Infanterie-Division);
- 73-тя піхотна дивізія (73. Infanterie-Division);
- моторизований полк «Гроссдойчланд» (Infanterie-Regiment (mot.) "Großdeutschland").

- 2-й армійський корпус (II. Armee-Korps);
- 10-й армійський корпус (X. Armeekorps);
- 23-й армійський корпус;
- 28-й армійський корпус (XXVIII. Armeekorps).

- 1-й армійський корпус (I. Armee-Korps);
- 2-й армійський корпус;
- 10-й армійський корпус;
- 28-й армійський корпус;
- 50-й армійський корпус (L. Armeekorps);
- 501-ша рота пропаганди.

- 1-й армійський корпус;
- 2-й армійський корпус;
- 10-й армійський корпус;
- 28-й армійський корпус;
- 39-й моторизований корпус (XXXIX. Armeekorps (mot.);
- 56-й моторизований корпус (LVI. Armeekorps (mot.);
- 501-ша рота пропаганди.

- 1-й армійський корпус;
- 2-й армійський корпус;
- 10-й армійський корпус;
- 39-й моторизований корпус;
- група фон Рока (Gruppe von Roques).

- 2-й армійський корпус;
- 10-й армійський корпус;
- 38-й армійський корпус (XXXVIII. Armeekorps);
- 39-й моторизований корпус.

- 2-й армійський корпус;
- 10-й армійський корпус;
- 39-й моторизований корпус.

- 2-й армійський корпус;
- 10-й армійський корпус;
- Група Тіманна:
  - 93-тя піхотна дивізія (93. Infanterie-Division);
  - 218-та піхотна дивізія (218. Infanterie-Division);

- 2-й армійський корпус;
- 10-й армійський корпус;
- Корпус «Хен» (Korps Höhne);
- 223-тя піхотна дивізія (223. Infanterie-Division).

- 2-й армійський корпус;
- 8-й армійський корпус (VIII. Armeekorps);
- 10-й армійський корпус;
- 38-й армійський корпус;
- 43-й армійський корпус (XXXXIII. Armeekorps);
- 122-га піхотна дивізія (122. Infanterie-Division);
- штаб 16-го інженерного полку спеціального призначення (Pionier-Regiments-Stab z.b.V. 16);
- 16-й фортечний інженерний штаб (Festungs-Pionier-Stab 16).

- 2-й армійський корпус;
- 8-й армійський корпус;
- 10-й армійський корпус;
- 38-й армійський корпус;
- 43-й армійський корпус;
- штаб 16-го інженерного полку спеціального призначення (Pionier-Regiments-Stab z.b.V. 16);
- мостобудівельна колона типу Т 3 (Brückenkolonne T 3);
- бойовий штаб «Кулька» організації Тодта (OT-Einsatzstab Kulka).

- 1-й армійський корпус;
- 2-й армійський корпус;
- 8-й армійський корпус;
- 10-й армійський корпус;
- 43-й армійський корпус;
- штаб 16-го інженерного полку спеціального призначення;
- мостобудівельна колона типу Т 3;
- бойовий штаб «Кулька» організації Тодта.

- 1-й армійський корпус;
- 2-й армійський корпус;
- 8-й армійський корпус;
- 10-й армійський корпус;
- 43-й армійський корпус;
- 23-тя піхотна дивізія (23. Infanterie-Division);
- 751-й армійський протитанковий батальйон (Heeres-Panzerjäger-Abteilung 751);
- штаб 16-го інженерного полку спеціального призначення.

- 1-й армійський корпус;
- 2-й армійський корпус;
- 8-й армійський корпус;
- 10-й армійський корпус;
- 43-й армійський корпус;
- 751-й армійський протитанковий батальйон без 1-ї роти (1. Kompanie);
- штаб 16-го інженерного полку.

- 1-й армійський корпус;
- 2-й армійський корпус;
- 8-й армійський корпус;
- 10-й армійський корпус;
- 43-й армійський корпус;
- 6-й добровольчий корпус СС (латиський) (VI. SS-Freiwilligenkorps (lett.);
- 674-й саперний мостобудівний батальйон;
- 19-й земельний будівельний саперний батальйон;
- 402-й будівельний саперний батальйон (Bau-Pionier-Bataillon 402).

- 1-й армійський корпус;
- 2-й армійський корпус;
- 8-й армійський корпус;
- 10-й армійський корпус;
- 566-й саперний мостобудівний батальйон;
- 674-й саперний мостобудівний батальйон;
- 19-й земельний будівельний саперний батальйон.

- 1-й армійський корпус;
- 2-й армійський корпус;
- 10-й армійський корпус;
- 6-й корпус СС;
- 12-та танкова дивізія (12. Panzer-Division);
- 69-та піхотна дивізія (69. Infanterie-Division);
- 24-та піхотна дивізія (24. Infanterie-Division).

- 1-й армійський корпус;
- 2-й армійський корпус;
- 10-й армійський корпус;
- Корпус «Клеффель» (Korps Kleffel)

- 16-й моторизований корпус (XVI. Armeekorps (mot.);
- 43-й армійський корпус;
- 6-й добровольчий корпус СС (латиський).

- 16-й моторизований корпус;
- 38-й танковий корпус (XXXVIII. Panzerkorps);
- 6-й добровольчий корпус СС (латиський);
- 43-й армійський корпус;
- 50-й армійський корпус (L. Armee-Korps).

- 16-й моторизований корпус;
- 38-й танковий корпус;
- 6-й добровольчий корпус СС (латиський);
- піхотна дивізія «Курляндія» (Infanterie-Division Kurland).